# Sd Kfz 253
Sd.Kfz.253（軽装甲付観測車、leichte gepanzerte Beobachtungskraftwagen）は、第二次世界大戦中のナチス・ドイツで、突撃砲部隊に随伴する指揮・観測用車輛として生産された小型の装甲ハーフトラックである。1940年3月から1941年6月にかけて、285両が生産された。

## 概説
Sd.Kfz.253は、III号突撃砲の採用に合わせて、これを支援する車輛として Sd.Kfz.252弾薬運搬車と同時に開発された。開発のベースとなったのはデマーク製半装軌式牽引車Sd Kfz 10で装甲化に伴い、機動性確保のために第1転輪とサスペンションを除去した短型シャーシが用意された。
装甲車体は並行して開発中だった軽装甲兵員輸送車 Sd.Kfz.250向けにビュシング-NAG社が製作したものと基本的に同デザインだが、基本はオープントップの Sd.Kfz.250 と違いSd.Kfz.253 は上面も装甲された完全掩蔽式で、前面装甲はSd.Kfz.250 よりも厚く、18mmあった。特殊車輌番号はSd.Kfz.250 よりも後だが、開発と生産はこちらの方が先行した。
車内にはFuG15 及び FuG16無線機が搭載され、車体右後部にロッド式のアンテナを備えていた。アンテナは前方に向けて倒し収納することができた。観測用の光学機器等も搭載、上面には外部視察用に大きな円形ハッチが備えられていた。
生産はデマーク、ヴェクマンで行われた。生産開始は同時開発されたSd.Kfz.252弾薬運搬車より早く1940年3月から行われ、1940年5月に始まったフランス侵攻にも新編の第640、659、660、665 突撃砲中隊に配備されて参加した。
しかしSd.Kfz.252 弾薬運搬車と同様、その後生産され始めたSd.Kfz.250 シリーズとは生産上の共通化が十分でなく、結局、突撃砲部隊の観測車としてはSd.Kfz.250/4 などの標準型のバリエーションが使われることになり、Sd.Kfz.253の生産は1941年6月で終了した。

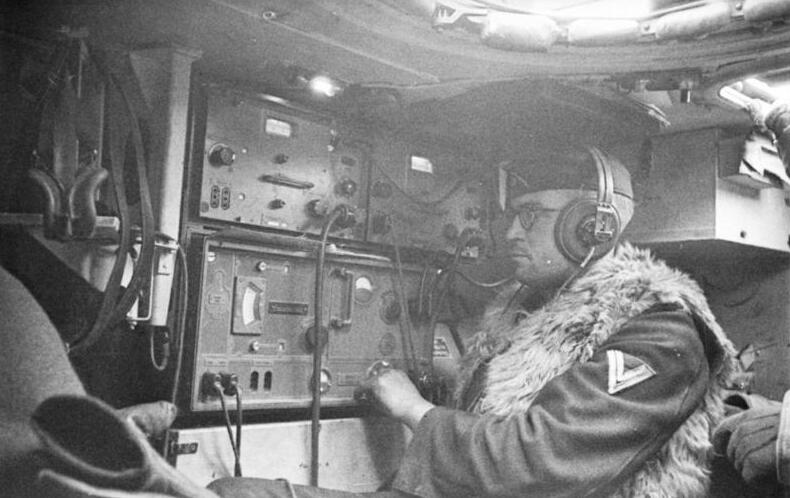
Sd.Kfz.253車内の無線装備

## 参考資料
- Peter Chamberlain, Hilary Doyle, 「ENCYCLOPEDIA OF GERMAN TANKS OF WORLD WAR TWO - 月刊モデルグラフィックス別冊・ジャーマンタンクス」、大日本絵画、1986